# Bayerisches Rotes Kreuz

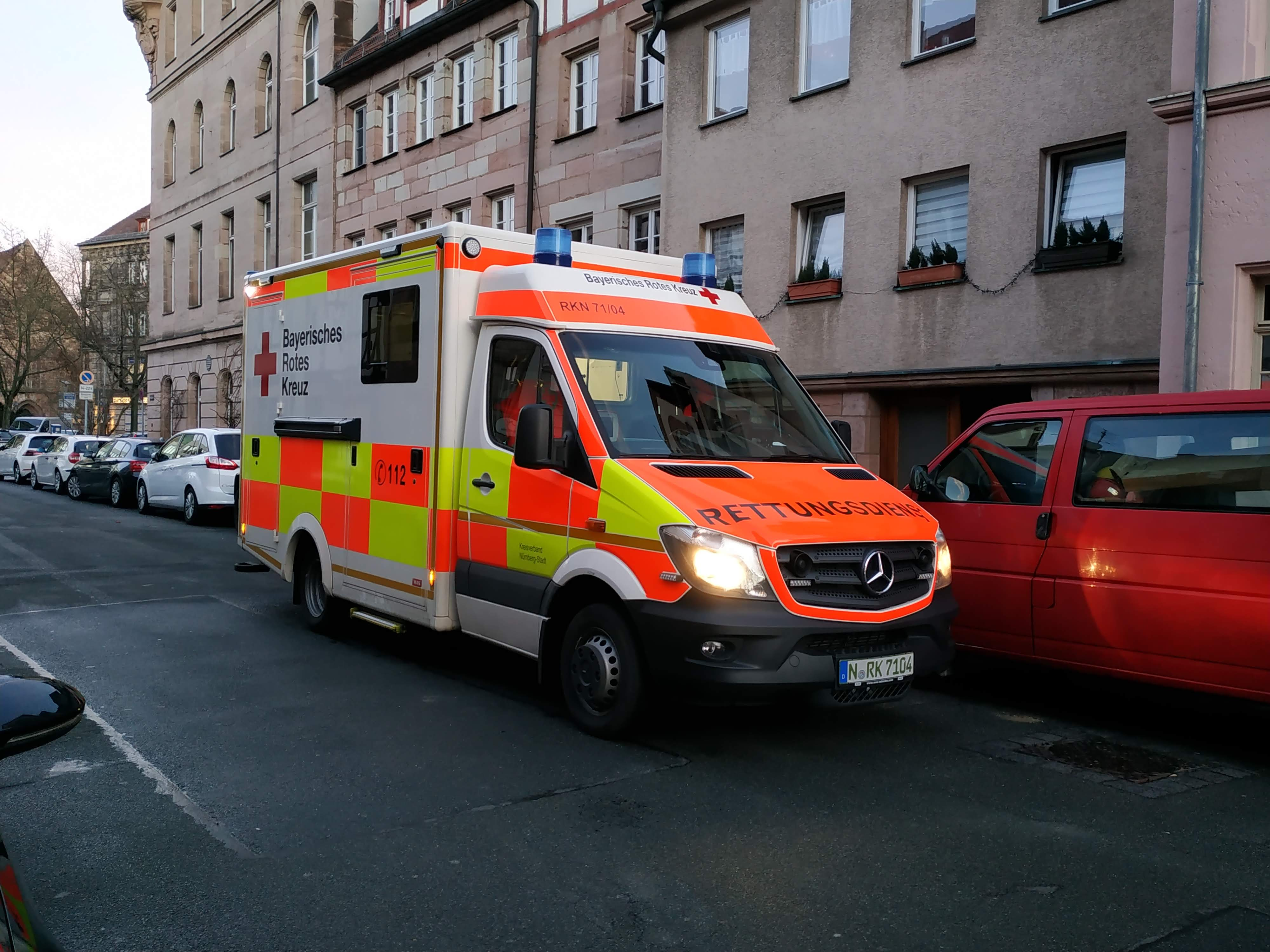
Rettungswagen des Bayerischen Roten Kreuzes

Das Bayerische Rote Kreuz (BRK) ist der Landesverband des Deutschen Roten Kreuzes (DRK) im Freistaat Bayern. Er wurde am 27. Juli 1945 wiedergegründet.
Präsidentin des BRK ist seit 12. Dezember 2021 Angelika Schorer. Vizepräsidenten sind Brigitte Meyer und Andreas Krahl. Gewählt wurde im Rahmen der Landesversammlung am 5. Dezember 2021, wobei die Wahlen pandemiebedingt im Rahmen eines mehrtägigen Urnenwahlverfahrens durchgeführt und die Ergebnisse erst am 12. Dezember 2021 ausgewertet wurden.
Landesgeschäftsführerin des Bayerischen Roten Kreuzes war vom 1. Januar 2023 bis zu ihrer Abberufung im März 2025 Elke Frank. Sie folgte auf Leonhard Stärk, der vorzeitig in den Ruhestand gegangen ist. Stellvertretender Landesgeschäftsführer ist seit 1. Januar 2024 Armin Petermann. Ehrenpräsidentin des Bayerischen Roten Kreuzes ist Christa Prinzessin von Thurn und Taxis.
Das BRK ist mit rund 740.000 Mitgliedern der größte Landesverband des DRK.

## Geschichte
Bereits 1864, im Jahr der ersten Genfer Konvention, gab es in vielen anderen deutschen Einzelstaaten einen entsprechenden Verband. Bayern trat 1868 der Konvention bei. Die Königinmutter Marie und ihr Sohn Ludwig II. von Bayern gründeten im Dezember 1869 den Bayerischen Frauenverein, der später den Zusatz „vom Roten Kreuz“ annahm. Im gleichen Jahr wurde das „Centralkomité der deutschen Vereine zur Pflege im Felde verwundeter und erkrankter Krieger“ gegründet, das ab Dezember 1879 den Namen „Zentralkomitee der deutschen Vereine vom Roten Kreuz“ trug und seinen Sitz in Berlin hatte. Erst als Folge des Ersten Weltkriegs wurde am 25. Januar 1921 das Deutsche Rote Kreuz gegründet. Dem Bayerischen Roten Kreuz als Landesverband wurde im Jahr 1921 und erneut nach dem Zweiten Weltkrieg am 27. Juli 1945 die Stellung einer Körperschaft des öffentlichen Rechts verliehen. Gründungspräsident nach dem Krieg war Adalbert Prinz von Bayern, der in Zusammenarbeit mit Karl Scharnagl, dem Münchner Oberbürgermeister, die Neugründung organisierte. Am 4. Februar 1950 wurde das Deutsche Rote Kreuz wiedergegründet. Otto Geßler, 1949 bis 1955 Präsident des Bayerischen Roten Kreuzes, war von 1950 bis 1952 auch Präsident des Deutschen Roten Kreuzes, danach dessen Ehrenpräsident. 1999 trat der damalige Präsident des BRK, Albert Schmid, im Zuge eines Schmiergeldskandal beim Blutspendedienst des Bayerischen Roten Kreuzes zurück. Zwei Ex-Manager des Bayerischen Roten Kreuzes mussten in Haft. Der neue Präsident Heinz Köhler und seine Nachfolgerin Christa von Thurn und Taxis versuchten mit einem „Zukunftsprogramm“ eine bessere interne Kontrolle sicherstellen.

## Rechtsform und Organe
Im Gegensatz zu allen anderen Rotkreuzverbänden in Deutschland, die in der Rechtsform eingetragener Vereine organisiert sind, ist das Bayerische Rote Kreuz aufgrund eines Landesgesetzes eine Körperschaft des öffentlichen Rechts. Der Sitz des BRK ist in der Garmischer Straße 19–21 in München. Zuständige Aufsichtsbehörde ist das Bayerische Staatsministerium des Innern und für Integration.

### Landesversammlung
Die Landesversammlung ist das oberste Organ des Bayerischen Roten Kreuzes und tritt mindestens alle zwei Jahre zusammen. Sie entscheidet über die Satzung der Körperschaft sowie Belange von grundsätzlicher Bedeutung für das gesamte Bayerische Rote Kreuz und ist das Wahlorgan für den Präsidenten, Teile des Landesvorstands und den Haushaltsausschuss.
Die unterschiedlichen Teile des BRK entsenden die rund 400 Delegierten in die Landesversammlung. Diese besteht aus:
1. mindestens drei Delegierten aller Kreisverbände, dem Vorsitzenden und je zwei weiteren Delegierten, dazu in Kreisverbänden mit mehr als 10.000 Mitgliedern je einem weiteren Delegierten für jede angefangene 10.000 Mitglieder
2. Delegierten der Bezirksverbände, den Vorsitzenden und vier weiteren Delegierte,
3. bis zu 20 Delegierten der fünf Rotkreuzgemeinschaften
4. den Oberinnen der Schwesternschaften
5. dem BRK-Präsidenten und den beiden Vizepräsidenten
6. der Generaloberin
7. dem Landesarzt und seinen beiden Stellvertretern
8. dem Landesschatzmeister und seinen Stellvertretern
9. dem Landesjustiziar
10. den Landesgeschäftsführern.

### Landesvorstand
Der Landesvorstand leitet das Bayerische Rote Kreuz und entscheidet über alle wichtigen Angelegenheiten. Er ist insbesondere für die strategische Ausrichtung, die verbandspolitischen Zielsetzungen und die Aufstellung der Wirtschaftspläne der Landesgeschäftsstelle, der Bezirksgeschäftsstellen und der Bergwacht Bayern zuständig. Der Landesvorstand wird von der Landesversammlung für die Dauer einer Amtsperiode von vier Jahren gewählt.
| Entsendende Stelle                     | Position                                                 | Mandatsträger           |
| -------------------------------------- | -------------------------------------------------------- | ----------------------- |
| Geborenes Mitglied                     | Präsidentin                                              | Angelika Schorer        |
| Geborenes Mitglied                     | Vizepräsidentin                                          | Brigitte Meyer          |
| Geborenes Mitglied                     | Vizepräsident                                            | Andreas Krahl           |
| Geborenes Mitglied                     | Landesarzt                                               | Florian Meier           |
| Geborenes Mitglied                     | stellvertretender Landesarzt                             | Erwin Ging              |
| Geborenes Mitglied                     | stellvertretender Landesarzt                             | Maximillian Kippnich    |
| Geborenes Mitglied                     | Landesschatzmeister                                      | Hans-Frieder Bauer      |
| Geborenes Mitglied                     | stellvertretender Landesschatzmeister                    | Peter Bradl             |
| Geborenes Mitglied                     | stellvertretender Landesschatzmeister                    | Johannes-Jörg Riegler   |
| Geborenes Mitglied                     | Landesjustiziar                                          | Günther Schalk          |
| Geborenes Mitglied                     | Vorsitzender des Landesschiedsgerichts                   | Paul Wengert            |
| Geborenes Mitglied                     | stellvertretender Vorsitzender des Landesschiedsgerichts | Joachim Merk            |
| Geborenes Mitglied                     | Konventionsbeauftragter des BRK                          | Donald Riznik           |
| Geborenes Mitglied                     | Generaloberin                                            | Edith Dürr              |
| Bezirksverband Oberbayern              | BV Oberbayern Vorsitzende                                | Thomas Sigi             |
| Bezirksverband Oberbayern              | BV Oberbayern Delegierte                                 | Gertrud Friess-Ott      |
| Bezirksverband Oberbayern              | BV Oberbayern Delegierter                                | Hans-Michael Weisky     |
| Bezirksverband Niederbayern/Oberpfalz  | BV Niederbayern/Oberpfalz Vorsitzender                   | Hans Rampf              |
| Bezirksverband Niederbayern/Oberpfalz  | BV Niederbayern/Oberpfalz Delegierte                     | Tanja Schweiger         |
| Bezirksverband Niederbayern/Oberpfalz  | BV Niederbayern/Oberpfalz Delegierter                    | Lorenz W. Scherer       |
| Bezirksverband Ober- und Mittelfranken | BV Ober- und Mittelfranken Vorsitzender                  | Harald Pruckner         |
| Bezirksverband Ober- und Mittelfranken | BV Ober- und Mittelfranken Delegierter                   | Harry Scheuenstuhl      |
| Bezirksverband Ober- und Mittelfranken | BV Ober- und Mittelfranken Delegierte                    | Anja Prölß-Kammerer     |
| Bezirksverband Unterfranken            | BV Unterfranken Vorsitzender                             | Bernd Weiß              |
| Bezirksverband Unterfranken            | BV Unterfranken Delegierter                              | Thomas Habermann        |
| Bezirksverband Unterfranken            | BV Unterfranken Delegierter                              | Sabine Sitter           |
| Bezirksverband Schwaben                | BV Schwaben Vorsitzender                                 | Edgar Rölz              |
| Bezirksverband Schwaben                | BV Schwaben Delegierte                                   | Christine Kratzer-Haugg |
| Bezirksverband Schwaben                | BV Schwaben Delegierter                                  | Edgar Rölz              |
| Bereitschaften                         | Landesbereitschaftsleiter                                | Dieter Hauenstein       |
| Bereitschaften                         | stellvertretender Landesbereitschaftsleiterin            | Petra Luber             |
| Bergwacht                              | Vorsitzender Bergwacht                                   | Thomas Lobensteiner     |
| Bergwacht                              | stellvertretender Vorsitzender Bergwacht                 | Jürgen Brummer          |
| Wasserwacht                            | Vorsitzender                                             | Thomas Huber            |
| Wasserwacht                            | stellvertretender Vorsitzender                           | Benjamin Taitsch        |
| Jugendrotkreuz                         | Vorsitzender                                             | Kirk Thieme             |
| Jugendrotkreuz                         | stellvertretende Vorsitzende                             | Yarvis Boutin           |
| Jugendrotkreuz                         | stellvertretende Vorsitzende                             | Kathrin Bruss           |
| Wohlfahrts- und Sozialarbeit           | ehrenamtlicher Beauftragte Wohlfahrts- und Sozialarbeit  | Bernhard Peterke        |
| Wohlfahrts- und Sozialarbeit           | Ersatzdelegierte Wohlfahrts- und Sozialarbeit            | Marianne Asam           |
| Schwesternschaft                       | Oberin                                                   | Tatjana Richter         |
| Landesgeschäftsführung                 | Landesgeschäftsführerin, lediglich beratende Funktion    | vakant                  |
| Landesgeschäftsführung                 | stv. Landesgeschäftsführer, lediglich beratende Funktion | Armin Petermann         |

### Präsidium
Das Bayerische Rote Kreuz als Ganzes wird durch das Präsidium gesetzlich vertreten. Das Präsidium führt die Geschäfte im Rahmen der strategischen Ausrichtung der Landesversammlung und der Beschlüsse des Landesvorstandes. Es setzt sich zusammen aus folgenden Personen:
- der Präsidentin Angelika Schorer
- den beiden Vizepräsidenten Brigitte Meyer und Andreas Krahl
- dem Landesschatzmeister Hans-Frieder Bauer
- dem Landesjustiziar Günther Schalk
- den Vertretern der Gemeinschaften Benjamin Taitsch (Wasserwacht), Jürgen Bummer (Bergwacht), Kirk Thieme (Jugendrotkreuz), Dieter Hauenstein (Bereitschaften) und Bernhard Peterke (Wohlfahrts- und Sozialarbeit).
- der Landesgeschäftsführung (vakant, mit beratender Stimme)

## Gliederung
Der Landesverband gliedert sich in
- die Landesgeschäftsstelle
- 5 Bezirksverbände (Oberbayern, Ober- und Mittelfranken, Niederbayern/Oberpfalz, Schwaben, Unterfranken) und
- 73 Kreisverbände

### Bezirksverbände
Das BRK ist analog zur politischen Gebietseinteilung in Bayern strukturiert. Die sieben Regierungsbezirke bilden fünf BRK-Bezirksverbände: Oberbayern, Niederbayern/Oberpfalz, Ober- und Mittelfranken, Unterfranken sowie Schwaben.

### Kreisverbände
Jeder BRK-Bezirksverband ist in mehrere BRK-Kreisverbände (meist Städte oder Landkreise) unterteilt. Der Kreisverband stellt im rechtlichen Sinne die kleinste Einheit dar und wird durch den Vorsitzenden und der Geschäftsführung vertreten.
In jedem Kreisverband sind ein oder mehrere ehrenamtliche Gemeinschaften aktiv.

### Ehrenamtliche Gemeinschaften
- Bereitschaften (ca. 42.700 Mitglieder im BRK)
- Wasserwacht (ca. 53.900 aktive Mitglieder zzgl. 64.500 weitere Mitglieder der Wasserwacht)
- Bergwacht (ca. 5.700 Mitglieder)
- Jugendrotkreuz (Summe aller BRK-Mitglieder: ca. 106.000)[10]
- Wohlfahrts- und Sozialarbeit (ca. 6.000 Mitglieder im BRK)[11]

In diesen Gemeinschaften kann man sich ehrenamtlich in den vielfältigsten Aufgabenbereichen engagieren.

### Präsidenten
- 1945–1946: Adalbert Prinz von Bayern
- 1946–1949: Karl Scharnagl
- 1949–1955: Otto Geßler
- 1955–1969: Hans Ehard
- 1969–1985: Alfons Goppel
- 1985–1990: Bruno Merk
- 1991–1997: Reinhold Vöth
- 1997–1999: Albert Schmid
- 1999–2003: Heinz Köhler
- 8. November 2003 bis 7. Dezember 2013: Christa von Thurn und Taxis
- 7. Dezember 2013 bis 16. Dezember 2021: Theo Zellner
- seit 16. Dezember 2021: Angelika Schorer

### Landesgeschäftsführer
- 1971–1996: Heinrich Hiedl
- 1996–1998: Georg Wagner
- 1998: Thomas Ollech
- 1998–1999: Harald Fischer
- 1999–2002: Jürgen Götz
- 2002/2003: Herr Bühler (kurz), Herr Fiedler (kurz), Herr Klacks (kurz)
- 2003–2006: Armin Bauer
- 2007–2022: Leonhard Stärk
- 2023–2025: Elke Frank

### Marienvereine
Die Marienvereine sind seit 2005 offizielle Gemeinschaften innerhalb der Rotkreuzgemeinschaften Mitglied des Bayerischen Roten Kreuzes. Entstanden sind sie um die Jahrhundertwende auf Betreiben der Herzogin Maria von Sachsen-Coburg und Gotha, als Rot-Kreuz Hilfs- und Betreuungsvereine. Sie bilden ein Kuriosum innerhalb der Strukturen des Bayerischen und des Deutschen Roten Kreuzes, da es die heute dreißig Marienvereine nur im Gebiet des ehemaligen Herzogtums Sachsen-Coburg und Gotha gibt. Von diesem gehören heute die Gegenden um Königsberg in Unterfranken und um Coburg in Oberfranken zu Bayern.

### Soziale Dienstleistungen
Neben den ehrenamtlichen Bereichen bietet das Bayerische Rote Kreuz soziale Dienstleistungen an. Z. B.
- Altenheime
- Mobile Soziale Hilfsdienste / Pflegedienste
- Mahlzeitendienste „Essen auf Rädern“
- Blutspendedienst[12]
- Kindergärten
- Schuldnerberatung
- Hausnotruf
- Patientenfahrdienste
- Kleiderläden / Lebensmitteltafeln
- Rettungsdienst
- Kriseninterventionsdienst (KID)
- Motorradstreife
- Helfer vor Ort
- Schnelleinsatzgruppe
- Wasserwacht
- Bergwacht
- Bereitschaft
- Jugendrotkreuz
- Mehrgenerationenhäuser

## Kritik, Skandale
Im Rahmen seiner Prüfungen hat der Bayerische Oberste Rechnungshof Ende 2010 diverse Fehlentwicklungen beim Bayerischen Roten Kreuz aufgezeigt: Hauptverursacher von Verlusten war nach seinem Bericht die Landesgeschäftsstelle (in den Jahren 2000 bis 2007 ca. 98 Millionen Euro Minus). Die Parkplatzbewirtschaftung beim Zentralen Omnibusbahnhof München wurde als besonders riskant bewertet, da der Pachtvertrag über 25 Jahre abgeschlossen worden sei. Bei möglichen Verlusten dienten mittelbar auch Einnahmen aus Spenden und Mitgliedsbeiträge zur Deckung. Diese Bewertung wies der Münchner Kreisverband zurück.
Nach einer Reportage von „Report Mainz“ gab das Bayerische Rote Kreuz Anfang 2014 zu, in den 1980er-Jahren über einen Schweizer Zwischenhändler Erythrozytenkonzentrate („Blutkonserven“) aus der ehemaligen DDR gekauft zu haben, welche aus von Häftlingen erzwungenen Blutspenden gewonnen worden waren. Der Schmiergeldskandal beim Blutspendedienst des BRK führte nach dem Jahr 1999 zu einer Neuorganisation.